# Подлужный, Валерий Васильевич
Вале́рий Васи́льевич Подлу́жный (22 августа 1952, Сталино — 4 октября 2021, Бровары, Киевская область) — советский легкоатлет, прыгун в длину, призёр Летних Олимпийских игр 1980 года, десятикратный чемпион СССР, заслуженный мастер спорта СССР (1974).

## Биография
Обучался в обществе «Трудовые резервы» в Донецке.
Три раза участвовал в Летних Олимпийских играх (1972, 1976, 1980). В 1980 году на Олимпиаде в Москве завоевал бронзовую медаль. Также завоевал золотую медаль на чемпионате Европы по лёгкой атлетике (1974), а также две серебряные медали на чемпионате Европы по лёгкой атлетике в помещении (1976, 1979) и две золотые медали на летних Универсиадах (1973, 1979).
Возглавлял Донецкую специализированную детско-юношескую школу Олимпийского резерва № 1.
Возглавлял организацию ветеранов спорта «Советский спорт».

## Результаты

### Главные международные соревнования
| Год  | Соревнование                   | Город    | Дата       | Результат | Место | Видео |
| ---- | ------------------------------ | -------- | ---------- | --------- | ----- | ----- |
| 1972 | Олимпийские игры               | Мюнхен   |            | 7,72      | 9     |       |
| 1973 | Универсиада                    | Москва   |            | 8,15      | I     |       |
| 1974 | Чемпионат Европы (в помещении) | Гётеборг |            | 7,97      | 4     |       |
| 1974 | Чемпионат Европы               | Рим      |            | 8,12      | I     |       |
| 1976 | Чемпионат Европы (в помещении) | Мюнхен   |            | 7,79      | II    |       |
| 1976 | Олимпийские игры               | Монреаль |            | 7,88      | 7     |       |
| 1978 | Чемпионат Европы               | Прага    |            | 7,89      | 6     |       |
| 1979 | Чемпионат Европы (в помещении) | Вена     |            | 7,86      | II    |       |
| 1979 | Универсиада                    | Мехико   |            | 8,16      | I     |       |
| 1980 | Олимпийские игры               | Москва   | 27—28 июля | 8,18      | III   | Видео |